# César Gómez
César Gómez del Rey (Madrid, Comunidad de Madrid, España, 23 de octubre de 1967) es un exfutbolista español. 

## Carrera deportiva
Jugaba de defensa central. Se formó en la cantera del Real Madrid, y jugó como profesional en el Real Valladolid, CD Tenerife y AS Roma. El defensa es especialmente querido en Tenerife, principalmente por haber militado en el club 5 años (llegando a ser capitán). Habitualmente en el Estadio Heliodoro Rodríguez López se reúne una peña con su nombre, César Gómez, y portando en sus banderolas el número 22; número que vistió sus años de blanquiazul.

## Trayectoria
- A.D. Onda-2
- Cantera del Real Madrid
- 1986-90 Real Madrid Castilla España
- 1990-92 Real Valladolid España
- 1992-97 CD Tenerife España
- 1997-01 AS Roma Italia